# Llista d'asteroides/1701–1800
| Nom                 | Designació provisional | Data de descobriment    | Descobridor/s                                          |
| ------------------- | ---------------------- | ----------------------- | ------------------------------------------------------ |
| 1701 Okavango       | 1953 NJ                | 6 de juliol del 1953    | J. Churms                                              |
| 1702 Kalahari       | A924 NC                | 7 de juliol del 1924    | E. Hertzsprung                                         |
| 1703 Barry          | 1930 RB                | 2 de setembre del 1930  | M. F. Wolf                                             |
| 1704 Wachmann       | A924 EE                | 7 de març del 1924      | K. Reinmuth                                            |
| 1705 Tapio          | 1941 SL1               | 26 de setembre del 1941 | L. Oterma                                              |
| 1706 Dieckvoss      | 1931 TS                | 5 d'octubre del 1931    | K. Reinmuth                                            |
| 1707 Chantal        | 1932 RL                | 8 de setembre del 1932  | E. Delporte                                            |
| 1708 Pólit          | 1929 XA                | 1 de desembre del 1929  | J. Comas Solá                                          |
| 1709 Ukraina        | 1925 QA                | 16 d'agost del 1925     | G. Shajn                                               |
| 1710 Gothard        | 1941 UF                | 20 d'octubre del 1941   | G. Kulin                                               |
| 1711 Sandrine       | 1935 BB                | 29 de gener del 1935    | E. Delporte                                            |
| 1712 Angola         | 1935 KC                | 28 de maig del 1935     | C. Jackson                                             |
| 1713 Bancilhon      | 1951 SC                | 27 de setembre del 1951 | L. Boyer                                               |
| 1714 Sy             | 1951 OA                | 25 de juliol del 1951   | L. Boyer                                               |
| 1715 Salli          | 1938 GK                | 9 d'abril del 1938      | H. Alikoski                                            |
| 1716 Peter          | 1934 GF                | 4 d'abril del 1934      | K. Reinmuth                                            |
| 1717 Arlon          | 1954 AC                | 8 de gener del 1954     | S. J. Arend                                            |
| 1718 Namibia        | 1942 RX                | 14 de setembre del 1942 | M. Väisälä                                             |
| 1719 Jens           | 1950 DP                | 17 de febrer del 1950   | K. Reinmuth                                            |
| 1720 Niels          | 1935 CQ                | 7 de febrer del 1935    | K. Reinmuth                                            |
| 1721 Wells          | 1953 TD3               | 3 d'octubre del 1953    | Universitat d'Indiana                                  |
| 1722 Goffin         | 1938 EG                | 23 de febrer del 1938   | E. Delporte                                            |
| 1723 Klemola        | 1936 FX                | 18 de març del 1936     | Y. Väisälä                                             |
| 1724 Vladimir       | 1932 DC                | 28 de febrer del 1932   | E. Delporte                                            |
| 1725 CrAO           | 1930 SK                | 20 de setembre del 1930 | G. N. Neujmin                                          |
| 1726 Hoffmeister    | 1933 OE                | 24 de juliol del 1933   | K. Reinmuth                                            |
| 1727 Mette          | 1965 BA                | 25 de gener del 1965    | A. D. Andrews                                          |
| 1728 Goethe Link    | 1964 TO                | 12 d'octubre del 1964   | Universitat d'Indiana                                  |
| 1729 Beryl          | 1963 SL                | 19 de setembre del 1963 | Universitat d'Indiana                                  |
| 1730 Marceline      | 1936 UA                | 17 d'octubre del 1936   | M. Laugier                                             |
| 1731 Smuts          | 1948 PH                | 9 d'agost del 1948      | E. L. Johnson                                          |
| 1732 Heike          | 1943 EY                | 9 de març del 1943      | K. Reinmuth                                            |
| 1733 Silke          | 1938 DL1               | 19 de febrer del 1938   | A. Bohrmann                                            |
| 1734 Zhongolovich   | 1928 TJ                | 11 d'octubre del 1928   | G. N. Neujmin                                          |
| 1735 ITA            | 1948 RJ1               | 10 de setembre del 1948 | P. F. Shajn                                            |
| 1736 Floirac        | 1967 RA                | 6 de setembre del 1967  | G. Soulié                                              |
| 1737 Severny        | 1966 TJ                | 13 d'octubre del 1966   | L. I. Chernykh                                         |
| 1738 Oosterhoff     | 1930 SP                | 16 de setembre del 1930 | H. van Gent                                            |
| 1739 Meyermann      | 1939 PF                | 15 d'agost del 1939     | K. Reinmuth                                            |
| 1740 Paavo Nurmi    | 1939 UA                | 18 d'octubre del 1939   | Y. Väisälä                                             |
| 1741 Giclas         | 1960 BC                | 26 de gener del 1960    | Universitat d'Indiana                                  |
| 1742 Schaifers      | 1934 RO                | 7 de setembre del 1934  | K. Reinmuth                                            |
| 1743 Schmidt        | 4109 P-L               | 24 de setembre del 1960 | C. J. van Houten, I. van Houten-Groeneveld, T. Gehrels |
| 1744 Harriet        | 6557 P-L               | 24 de setembre del 1960 | C. J. van Houten, I. van Houten-Groeneveld, T. Gehrels |
| 1745 Ferguson       | 1941 SY1               | 17 de setembre del 1941 | J. E. Willis                                           |
| 1746 Brouwer        | 1963 RF                | 14 de setembre del 1963 | Universitat d'Indiana                                  |
| 1747 Wright         | 1947 NH                | 14 de juliol del 1947   | C. A. Wirtanen                                         |
| 1748 Mauderli       | 1966 RA                | 7 de setembre del 1966  | P. Wild                                                |
| 1749 Telamon        | 1949 SB                | 23 de setembre del 1949 | K. Reinmuth                                            |
| 1750 Eckert         | 1950 NA1               | 15 de juliol del 1950   | K. Reinmuth                                            |
| 1751 Herget         | 1955 OC                | 27 de juliol del 1955   | Universitat d'Indiana                                  |
| 1752 van Herk       | 1930 OK                | 22 de juliol del 1930   | H. van Gent                                            |
| 1753 Mieke          | 1934 JM                | 10 de maig del 1934     | H. van Gent                                            |
| 1754 Cunningham     | 1935 FE                | 29 de març del 1935     | E. Delporte                                            |
| 1755 Lorbach        | 1936 VD                | 8 de novembre del 1936  | M. Laugier                                             |
| 1756 Giacobini      | 1937 YA                | 24 de desembre del 1937 | A. Patry                                               |
| 1757 Porvoo         | 1939 FC                | 17 de març del 1939     | Y. Väisälä                                             |
| 1758 Naantali       | 1942 DK                | 18 de febrer del 1942   | L. Oterma                                              |
| 1759 Kienle         | 1942 RF                | 11 de setembre del 1942 | K. Reinmuth                                            |
| 1760 Sandra         | 1950 GB                | 10 d'abril del 1950     | E. L. Johnson                                          |
| 1761 Edmondson      | 1952 FN                | 30 de març del 1952     | Universitat d'Indiana                                  |
| 1762 Russell        | 1953 TZ                | 8 d'octubre del 1953    | Universitat d'Indiana                                  |
| 1763 Williams       | 1953 TN2               | 13 d'octubre del 1953   | Universitat d'Indiana                                  |
| 1764 Cogshall       | 1953 VM1               | 7 de novembre del 1953  | Universitat d'Indiana                                  |
| 1765 Wrubel         | 1957 XB                | 15 de desembre del 1957 | Universitat d'Indiana                                  |
| 1766 Slipher        | 1962 RF                | 7 de setembre del 1962  | Universitat d'Indiana                                  |
| 1767 Lampland       | 1962 RJ                | 7 de setembre del 1962  | Universitat d'Indiana                                  |
| 1768 Appenzella     | 1965 SA                | 23 de setembre del 1965 | P. Wild                                                |
| 1769 Carlostorres   | 1966 QP                | 25 d'agost del 1966     | Z. Pereyra                                             |
| 1770 Schlesinger    | 1967 JR                | 10 de maig del 1967     | C. U. Cesco, A. R. Klemola                             |
| 1771 Makover        | 1968 BD                | 24 de gener del 1968    | L. I. Chernykh                                         |
| 1772 Gagarin        | 1968 CB                | 6 de febrer del 1968    | L. I. Chernykh                                         |
| 1773 Rumpelstilz    | 1968 HE                | 17 d'abril del 1968     | P. Wild                                                |
| 1774 Kulikov        | 1968 UG1               | 22 d'octubre del 1968   | T. M. Smirnova                                         |
| 1775 Zimmerwald     | 1969 JA                | 13 de maig del 1969     | P. Wild                                                |
| 1776 Kuiper         | 2520 P-L               | 24 de setembre del 1960 | C. J. van Houten, I. van Houten-Groeneveld, T. Gehrels |
| 1777 Gehrels        | 4007 P-L               | 24 de setembre del 1960 | C. J. van Houten, I. van Houten-Groeneveld, T. Gehrels |
| 1778 Alfvén         | 4506 P-L               | 26 de setembre del 1960 | C. J. van Houten, I. van Houten-Groeneveld, T. Gehrels |
| 1779 Paraná         | 1950 LZ                | 15 de juny del 1950     | M. Itzigsohn                                           |
| 1780 Kippes         | A906 RA                | 12 de setembre del 1906 | A. Kopff                                               |
| 1781 Van Biesbroeck | A906 UB                | 17 d'octubre del 1906   | A. Kopff                                               |
| 1782 Schneller      | 1931 TL1               | 6 d'octubre del 1931    | K. Reinmuth                                            |
| 1783 Albitskij      | 1935 FJ                | 24 de març del 1935     | G. N. Neujmin                                          |
| 1784 Benguella      | 1935 MG                | 30 de juny del 1935     | C. Jackson                                             |
| 1785 Wurm           | 1941 CD                | 15 de febrer del 1941   | K. Reinmuth                                            |
| 1786 Raahe          | 1948 TL                | 9 d'octubre del 1948    | H. Alikoski                                            |
| 1787 Chiny          | 1950 SK                | 19 de setembre del 1950 | S. J. Arend                                            |
| 1788 Kiess          | 1952 OZ                | 25 de juliol del 1952   | Universitat d'Indiana                                  |
| 1789 Dobrovolsky    | 1966 QC                | 19 d'agost del 1966     | L. I. Chernykh                                         |
| 1790 Volkov         | 1967 ER                | 9 de març del 1967      | L. I. Chernykh                                         |
| 1791 Patsayev       | 1967 RE                | 4 de setembre del 1967  | T. M. Smirnova                                         |
| 1792 Reni           | 1968 BG                | 24 de gener del 1968    | L. I. Chernykh                                         |
| 1793 Zoya           | 1968 DW                | 28 de febrer del 1968   | T. M. Smirnova                                         |
| 1794 Finsen         | 1970 GA                | 7 d'abril del 1970      | J. A. Bruwer                                           |
| 1795 Woltjer        | 4010 P-L               | 24 de setembre del 1960 | C. J. van Houten, I. van Houten-Groeneveld, T. Gehrels |
| 1796 Riga           | 1966 KB                | 16 de maig del 1966     | Nikolai Txernikh                                       |
| 1797 Schaumasse     | 1936 VH                | 15 de novembre del 1936 | A. Patry                                               |
| 1798 Watts          | 1949 GC                | 4 d'abril del 1949      | Universitat d'Indiana                                  |
| 1799 Koussevitzky   | 1950 OE                | 25 de juliol del 1950   | Universitat d'Indiana                                  |
| 1800 Aguilar        | 1950 RJ                | 12 de setembre del 1950 | M. Itzigsohn                                           |